# Manhattan Center (Bruxelles)
Pour les articles homonymes, voir Manhattan Center.
Le Manhattan Center est un gratte-ciel de Bruxelles où loge un hôtel Sheraton. Au rez-de-chaussée se trouve la galerie commerçante Manhattan Shopping.

## Accès
| ___ | Ce site est desservi par la station de métro : Rogier. |

 Ce site est desservi par la station de prémétro Rogier.